# Lindheimera
Genre
Classification phylogénétique
Lindheimera est un genre de plantes à fleurs de la famille des Astéracées originaire d'Amérique du Nord.

## Position taxinomique
Le genre Lindheimera appartient à la sous-famille des Asteroideae, tribu des Heliantheae.
L'espèce type, Lindheimera texana, est originaire de la collection de Ferdinand Lindheimer : Asa Gray lui dédie pour cette raison le nom de ce genre. 

## Description
Il s'agit de plantes annuelles au feuillage pubescent. Les feuilles sont alternes à la base, puis deviennent opposées vers les sommets des tiges.
Les inflorescences, radiales, portent quatre à cinq fleurs fertiles et de nombreuses autres stériles.
Les espèces du genre sont diploïdes, avec 16 = 2 n chromosomes.

## Espèces
La liste des espèces a été constituée à partir des index IPNI (International Plant Names Index) et Tropicos (index du Jardin botanique du Missouri) à la date de septembre 2011 :
- Lindheimera mexicana A.Gray (1880)
- Lindheimera texana A.Gray & Engelm. (1847)